# Arthur Peiser
Arthur Peiser, auch Arthur Peyser (geb. 25. Januar 1885 in Berlin; gest. Ende 1941 im Ghetto Lodz), war ein deutscher Schauspieler bei Bühne und Film.

## Leben und Wirken
Peiser erhielt im ersten Jahrzehnt des 20. Jahrhunderts seine künstlerische Ausbildung und bekam in der späten Kaiserzeit vor Ausbruch des Ersten Weltkriegs das eine oder andere Festengagement (etwa am Breslauer Stadttheater). Nach dem Krieg hatte Peiser immer längere Phasen ohne feste Verpflichtungen und ging in dieser Zeit auf Tournee. Verbürgt ist beispielsweise seine Hauptrolle des Nachtclubbesitzers Nick Verdis, den er 1927 (in den Wiener Kammerspielen) bzw. 1928 (im Berliner Komödienhaus) an der Seite der noch recht unbekannten Marlene Dietrich in dem Stück Broadway, gestaltet nach der gleichnamigen Vorlage der US-Autoren George Abbott und Philipp Dunning, verkörperte. Anschließend, von 1928 bis 1932, folgte ein vierjähriges Festengagement an Berlins Theater in der Klosterstraße. In dieser Zeit erhielt Peiser auch drei kleine Filmrollen, darunter zweimal an der Seite von Hans Albers (in Der Sieger und in F.P.1 antwortet nicht). Die Machtergreifung durch die Nationalsozialisten im Januar 1933 bedeutete das berufliche Aus des jüdischen Künstlers.
Als „nichtarisch“ wurde Peiser sowohl aus der Reichstheaterkammer als auch aus der Reichsfilmkammer ausgeschlossen, was einem Berufsverbot gleichkam. Er schloss sich daraufhin dem Kulturbund Deutscher Juden Berlin an und trat in den Stücken Jeremias (1934, nach Stefan Zweig), Bronx Expreß (1935, nach Ossip Dymow), Der Golem (1937, unter der Regie von Fritz Wisten) und Benjamin wohin? (1938, ebenfalls unter Wistens Regie) auf. An Theatern jüdischer Schulen konnte man Peiser ebenfalls sehen, so etwa zum Jahresbeginn 1937 in Kleists Der zerbrochne Krug. Im selben Jahr wirkte Peiser auch im Kleinkunstprogramm Der große Bilderbogen mit. Nach der Auflösung des Kulturbundes durch die Nationalsozialisten (1941) war Peiser vollständig isoliert. Er wurde am 25. Oktober 1941 mit dem Transport 10b Berlin 2 von der Reichshauptstadt in das Ghetto Litzmannstadt deportiert. Angesichts seines fortgeschrittenen Alters dürfte Arthur Peiser unter den dort herrschenden katastrophalen Versorgungsbedingungen nicht mehr lange gelebt haben. Die genauen Todesumstände sind nicht bekannt.

## Filmografie
- 1932: Der Sieger
- 1932: F.P.1 antwortet nicht
- 1933: Eine Frau wie Du